# Björnberget (naturreservat, Vilhelmina kommun)
Björnberget är ett naturreservat i Vilhelmina kommun i Västerbottens län.

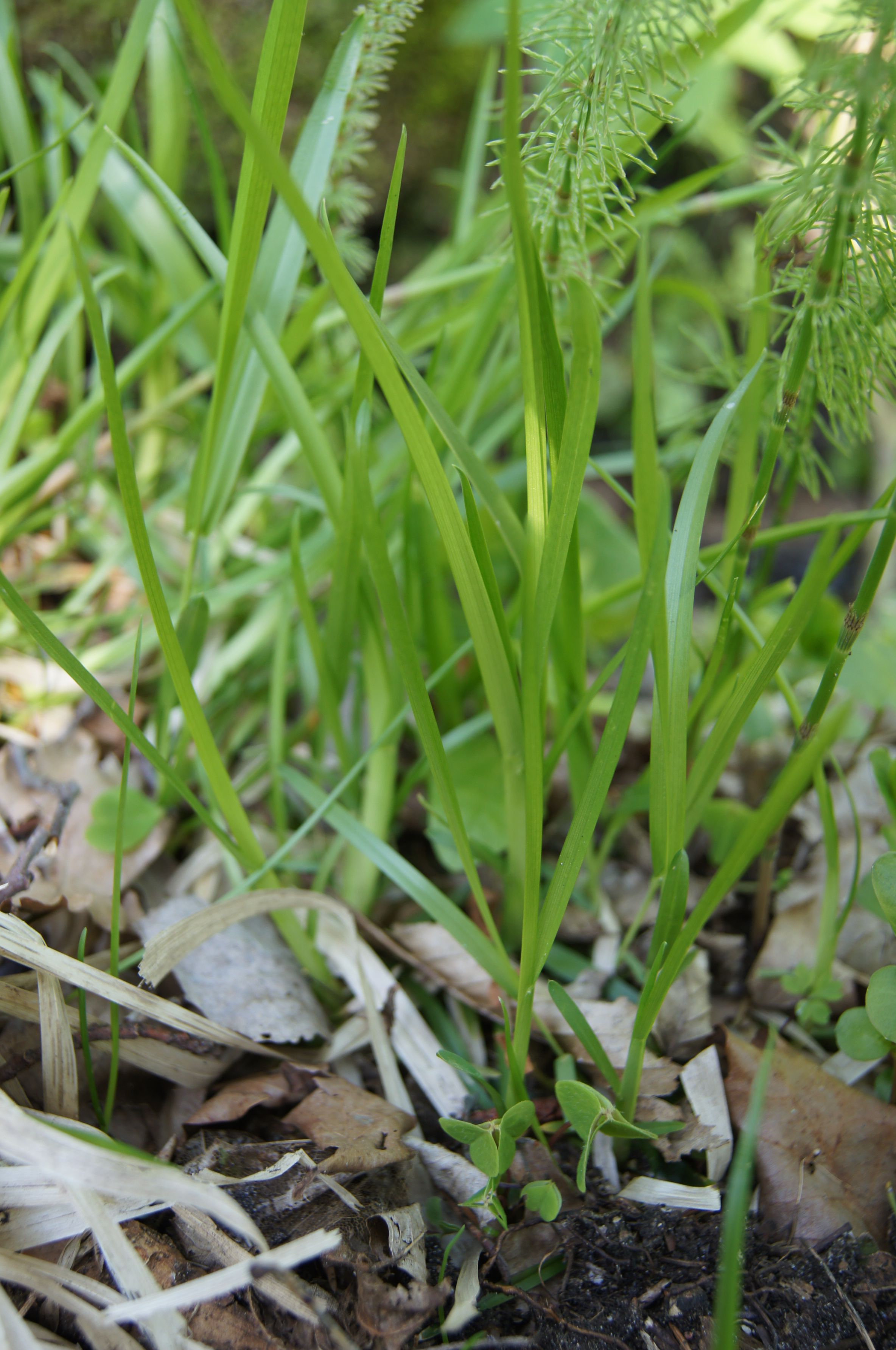
Storgröe

Reservatet är kuperat och urskogsliknande med grov högvuxen granskog. De högre delarna består av kvartsit medan de lägre innehåller alunskiffer. Uppe på platåerna är skogen låg och gles med inslag av björk.
Området är 1 322 hektar stort och skyddat sedan 1998. Det är beläget 6 km nordost om Nästansjö.